# Vías de administración de fármacos

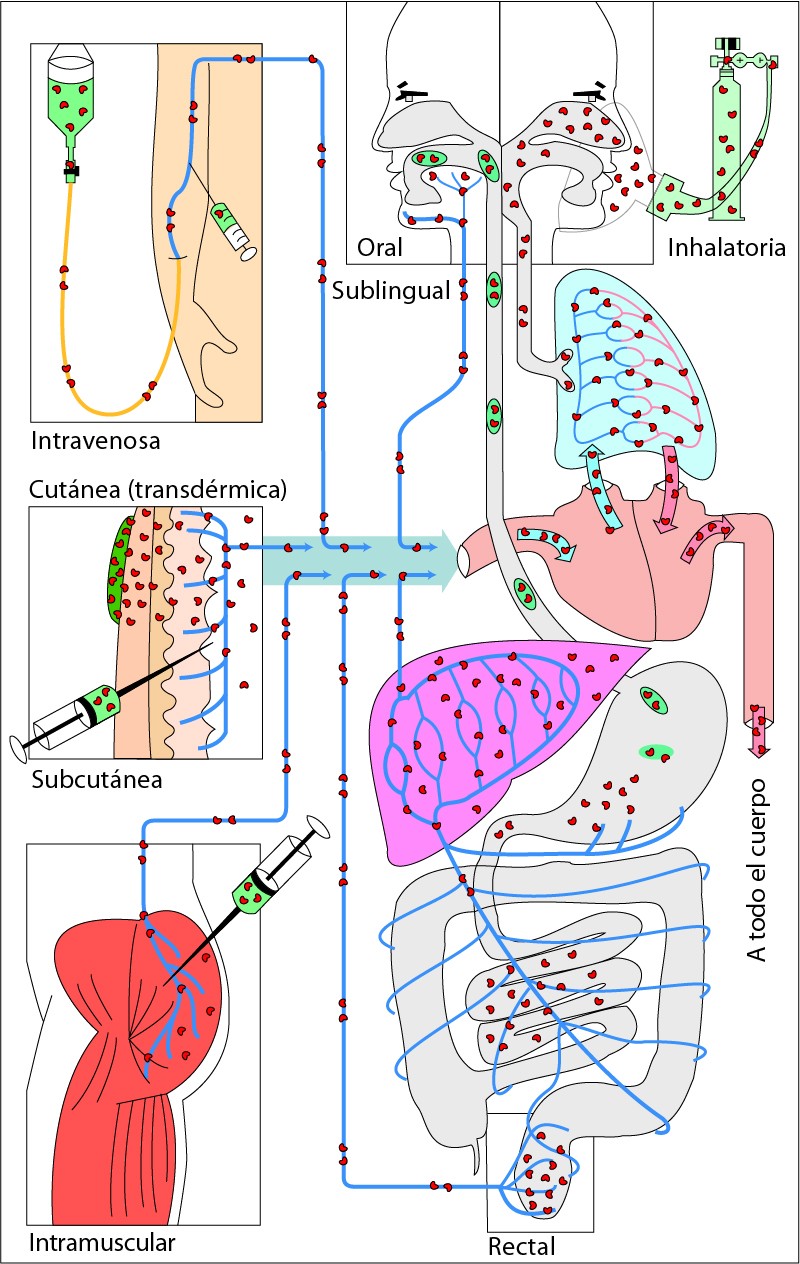
Vías de administración farmacológicas.

Se entiende por vía de administración farmacológica al camino que se elige para hacer llegar un fármaco hasta su punto final de destino: la diana celular. Dicho de otra forma, es la manera elegida de incorporar un fármaco al organismo.
Asimismo algunas de estas vías se usan también para evitar la deshidratación y soporte nutricional de pacientes.

## Vía digestiva
Sin embargo hay dos localizaciones que presentan unas características especiales: la mucosa oral y la mucosa rectal (porción terminal del intestino grueso). En ambas mucosas, tras la absorción el fármaco se incorpora en su totalidad o en gran parte al circuito venoso mayor que deriva directamente al corazón. Desde ahí se distribuye por todo el organismo a través de la circulación sistémica. En el resto de la mucosa digestiva el fármaco se incorpora, una vez absorbido, al circuito venoso menor, que pasa por el hígado antes de llegar al corazón. Este dato es muy importante, puesto que el paso por el hígado implica una primera metabolización del fármaco, disminuyendo la biodisponibilidad del mismo. Es lo que se conoce como efecto de primer paso o metabolismo de primer paso.

### Vía oral

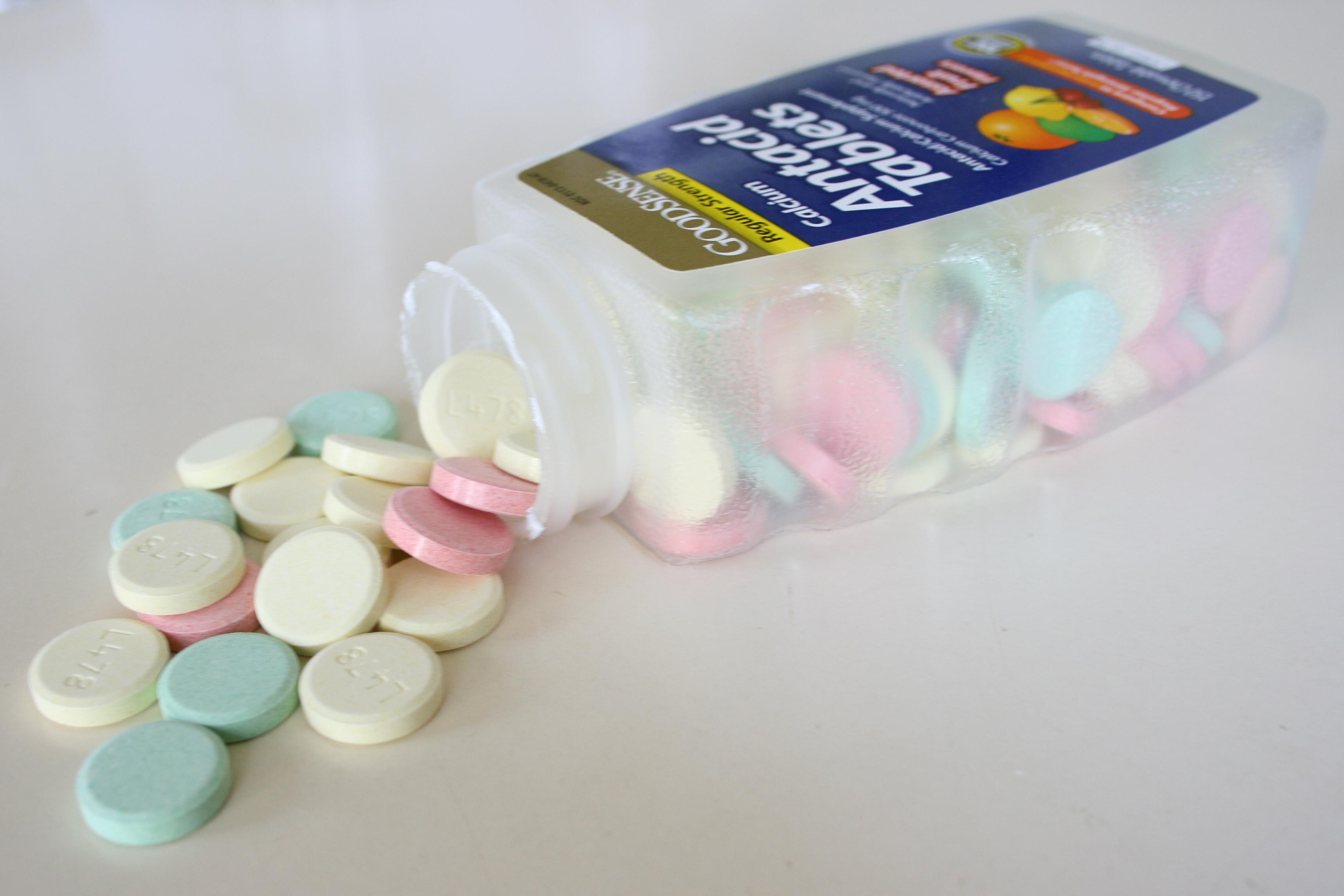
Tabletas de antiácido para administración por vía oral.

El fármaco llega al organismo habitualmente después de la deglución. Una vez en el estómago, se somete a las características de los jugos del mismo, que por su acidez favorece mucho la ionización del fármaco, lo que hace que la absorción sea difícil. Cuando llega al intestino delgado cambia el pH luminal y se favorece bastante la absorción pasiva. No obstante, en la mucosa intestinal hay numerosos mecanismos para realizar procesos de absorción en contra de gradiente, aunque difícilmente se logran niveles plasmáticos suficientes para que sean efectivos. 
Dependiendo de los medicamentos la administración oral deberá hacerse junto con las comidas, en ayunas, después de levantarse o antes de acostarse, etc. También es imprescindible conocer la incompatibilidad de ciertos medicamentos.
Esta vía es empleada para los jarabes, medicamentos en gotas (generalmente disueltos en agua) o bien en comprimidos, cápsulas, grageas o tabletas (llamados también "pastillas" en algunos países). Estos últimos se suelen deglutir directamente en conjunto con algún líquido. También existen tabletas masticables o efervescentes, estas últimas se emplean para la administración de suplementos vitamínicos.

### Vía sublingual
La absorción se produce en los capilares de la cara inferior de la lengua y una vez que pasa el fármaco a la sangre se incorpora, vía venosa, directamente a la circulación de la V. Cava Superior, evitando el efecto de primer paso. Las condiciones del pH de la boca facilita la difusión pasiva de numerosos fármacos. Otra ventaja es que evita la destrucción de algunos fármacos debido al pH gástrico. Uno de los principales inconvenientes es el gusto desagradable de muchos fármacos. Algunos de los fármacos utilizados por vía sublingual son el nifedipino o la nitroglicerina.

### Vía gastroentérica
En determinadas condiciones en las que la deglución no es posible, se puede administrar alimentación o fármacos directamente a la mucosa gástrica o intestinal, mediante el uso de sondas (como la sonda nasogástrica) o bien directamente en presencia de ostomías (gastrostomía, yeyunostomía, colostomía, etc.) procedimiento llamado gastroclisis.
El principal factor a tener en cuenta es la diferencia de pH en ambas mucosas. En la mucosa gástrica se absorben bien fármacos liposolubles o ácidos débiles, tipo barbitúricos o salicilatos, mientras que el aumento del pH de la mucosa intestinal favorece la difusión pasiva de los fármacos. De hecho, son precisamente los ácidos y las bases fuertes los que encuentran dificultad para su absorción. En ocasiones el uso de fármacos que no presentan ninguna absorción hace el efecto de una medicación tópica sobre la mucosa gastrointestinal. El principal inconveniente es que las sustancias polipeptídicas son degradadas por acción de las enzimas pancreáticas, lo que evita que fármacos como la insulina puedan ser utilizados por vía digestiva.

### Vía rectal

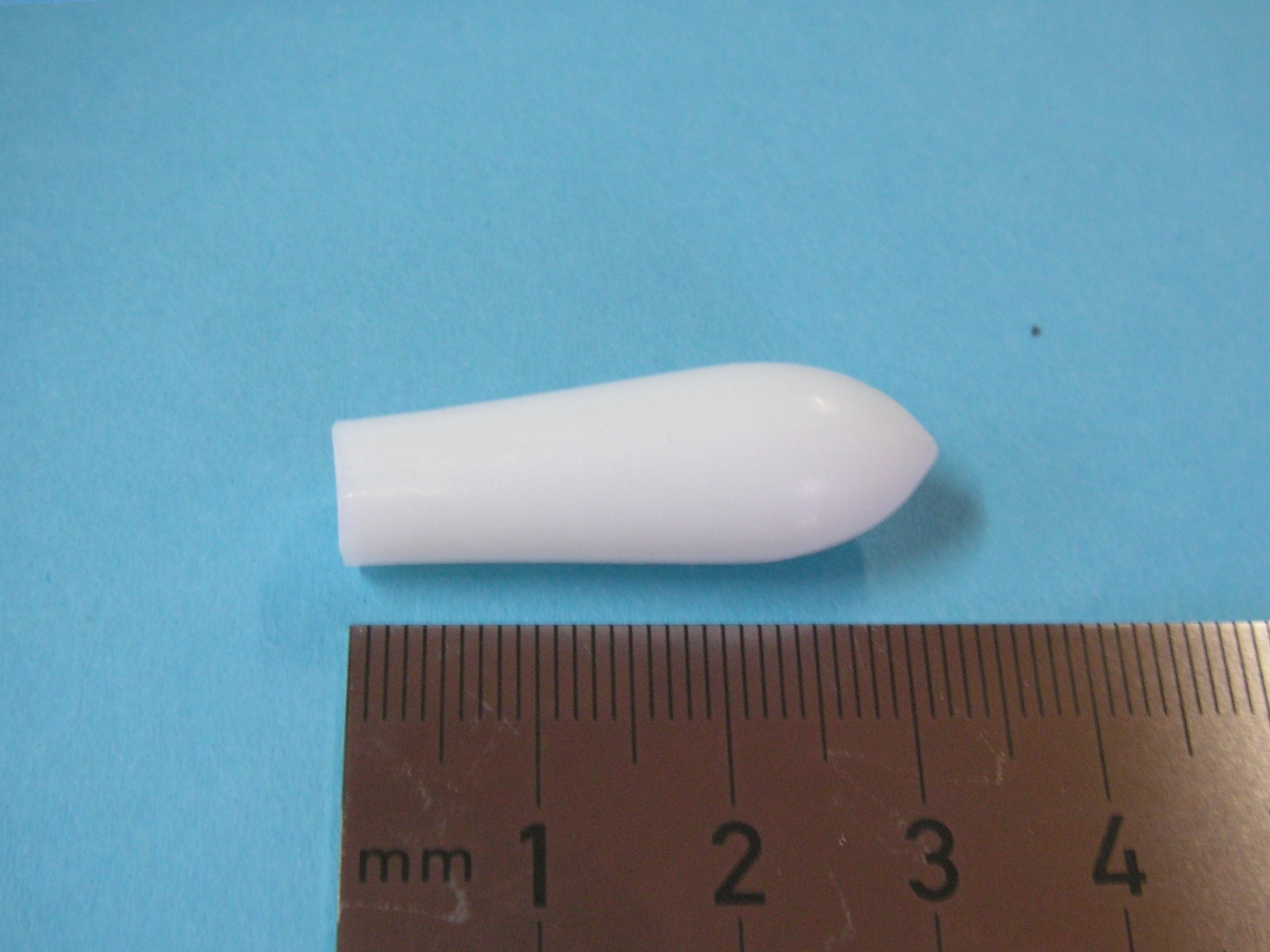
Supositorio para administración rectal en adultos.

Las formas de administración rectal se utilizan para conseguir efectos locales. También se utilizan cuando existen dificultades para la administración por otras vías. Por ejemplo, en niños pequeños, en pacientes con vómitos o con dificultades de deglución. El fármaco se introduce en el organismo directamente (supositorios) o con la ayuda de algún mecanismo (lavativa, sonda rectal,...) y la infusión lenta de grandes volúmenes se denomina proctoclisis. 
La absorción se realiza a través del plexo hemorroidal el cual evita en parte el paso por el hígado antes de incorporarse a la circulación sistémica. Su principal inconveniente es que la absorción es muy errática, debido a la presencia de materia fecal que dificulta el contacto del fármaco con la mucosa.
Factores que influyen en la absorción rectal.
- Volumen de líquido en la mucosa rectal.
- Viscosidad.
- Superficie de la mucosa rectal.
- Tiempo de retención de la forma farmacéutica.

## Vía parenteral
Aun cuando su significado primigenio no sea ese, hoy en día se considera la vía parenteral como aquella que introduce el fármaco en el organismo gracias a la ruptura de la barrera mediante un mecanismo que habitualmente es una aguja hueca en su interior llamada aguja de uso parenteral. Dentro de las principales vías de administración parenteral se encuentran la intravenosa, intraarterial, intramuscular y subcutánea, existiendo varias otras. La vía de administración parenteral tiene la ventaja fundamental de que aporta el fármaco de forma directa o casi directa a la circulación sistémica, salvo en algunas formas especiales que presenta casi características de la vía tópica. Además permite el tratamiento en pacientes que no pueden o no deben utilizar la vía oral (inconscientes, disenterías, etc.).
La vía parenteral presenta varios inconvenientes:
- Precisa de instrumental para su realización, que debe de estar adecuadamente esterilizado.
- En la mayoría de los casos precisa de otra persona para su uso, en ocasiones altamente cualificada.
- Favorece la infección local y, si no se guardan las precauciones adecuadas, el contagio entre pacientes.
- En caso de reacción adversa al fármaco la intensidad de la misma suele ser mayor, y el tiempo de reacción se ve acortado frente a la vía oral.

## Vía respiratoria/intratraqueal

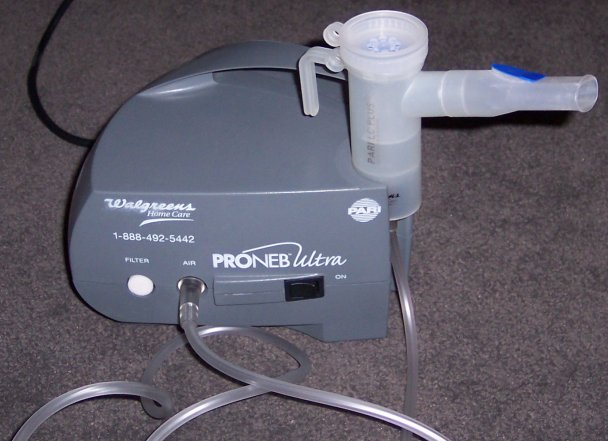
Sistema de nebulización por compresión.

La vía intratraqueal se usó en contadas ocasiones para aplicar sustancias diluidas a nivel de la mucosa de la tráquea, fundamentalmente en situaciones de urgencia clínica. La vía intraalveolar consiste en la aplicación de un fármaco diluido habitualmente en suero, mediante presurización y micronización de las partículas de tal forma que al inhalarlas van vehiculizadas en el aire inspirado llegando hasta la mucosa de los bronquios terminales e incluso a los alvéolos pulmonares. Habitualmente se trata más bien de un tratamiento tópico realizado sobre la mucosa bronquial, donde se busca el efecto local de broncodilatación. Las formas galénicas implicadas en esta vía son los aerosoles y los nebulizadores.

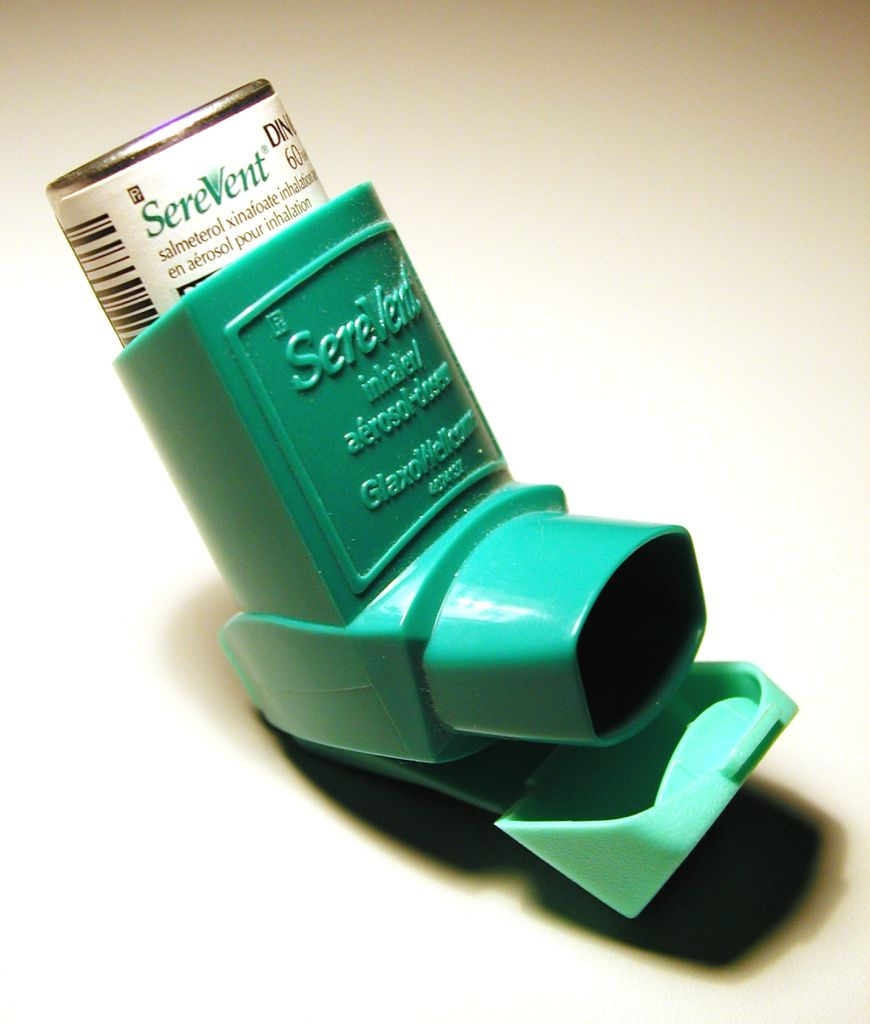
Presentación clásica de un aerosol.

Las dos grandes ventajas de esta vía es que pone en juego una gran superficie de absorción y que permite la utilización farmacológica de sustancias gaseosas, como puede ser el propio oxígeno o la mayoría de los anestésicos generales.

## Vía tópica
La vía tópica utiliza la piel y las mucosas para la administración de un fármaco. Así pues, esto incluye las mucosa conjuntival, oral y urogenital. La característica de esta vía es que se busca fundamentalmente el efecto a nivel local, no interesando la absorción de los principios activos. Con respecto a la mucosa oral hay que hacer la distinción con la vía sublingual. En este caso, no interesa que el fármaco se absorba, buscando el efecto del mismo a nivel de la propia mucosa, mientras que en la vía sublingual lo que se va buscando es el paso del fármaco a la sangre. La diferencia viene dada por la naturaleza del fármaco o de la constitución de los excipientes que lo acompañan.

### Vía oftálmica
Los fármacos oftálmicos de uso tópico se utilizan por sus efectos en el sitio de aplicación. Por lo general, es indeseable la absorción sistémica que resulta del drenaje por el conducto nasolagrimal. Los fármacos que se absorben a través del drenaje ocular no son metabolizados en el hígado, de manera que la administración oftálmica de gotas de antiadrenérgicos β o corticoesteroides puede originar efectos indeseables. Para que se produzcan efectos locales es necesario que el fármaco se absorba a través de la córnea; por lo tanto, las infecciones o traumatismos corneales aceleran la absorción. Los sistemas que prolongan la duración de la acción (por ejemplo, suspensiones y pomadas) son de gran utilidad en el tratamiento oftálmico. Los implantes oculares, como las inclusiones con pilocarpina para el tratamiento del glaucoma, ofrecen la aplicación continua de una pequeña cantidad del fármaco. Se pierde muy poco a través del drenaje ocular y, por lo tanto, sus efectos colaterales sistémicos se reducen al mínimo.
Todos los medicamentos oftálmicos tienen la capacidad de absorberse en la circulación general, de modo que pueden sobrevenir efectos adversos generalizados indeseables. Casi todos los fármacos oftálmicos se liberan localmente en el ojo, y los efectos locales potencialmente tóxicos se deben a reacciones de hipersensibilidad o efectos tóxicos directos en córnea, conjuntiva, piel periocular y mucosa nasal. En las gotas oculares y las soluciones para lentes de contacto suelen utilizarse preservadores, como cloruro de benzalconio, clorobutanol, quelantes y timerosal, por su eficacia antimicrobiana.
Generalmente vienen en forma líquida como los colirios, aun cuando también existen preparados de consistencia algo pastosa (ungüentos oftálmicos) que se usan en afecciones oculares severas como la conjuntivitis.

### Vía ótica
La vía de administración de fármacos ótica consiste en la aplicación sobre el conducto auditivo externo de preparados principalmente líquidos, con el fin de que ejerzan una acción local. El fácil acceso del oído hace que muchos procesos otológicos sean susceptibles de ser tratados tópicamente.

### Vía transdérmica

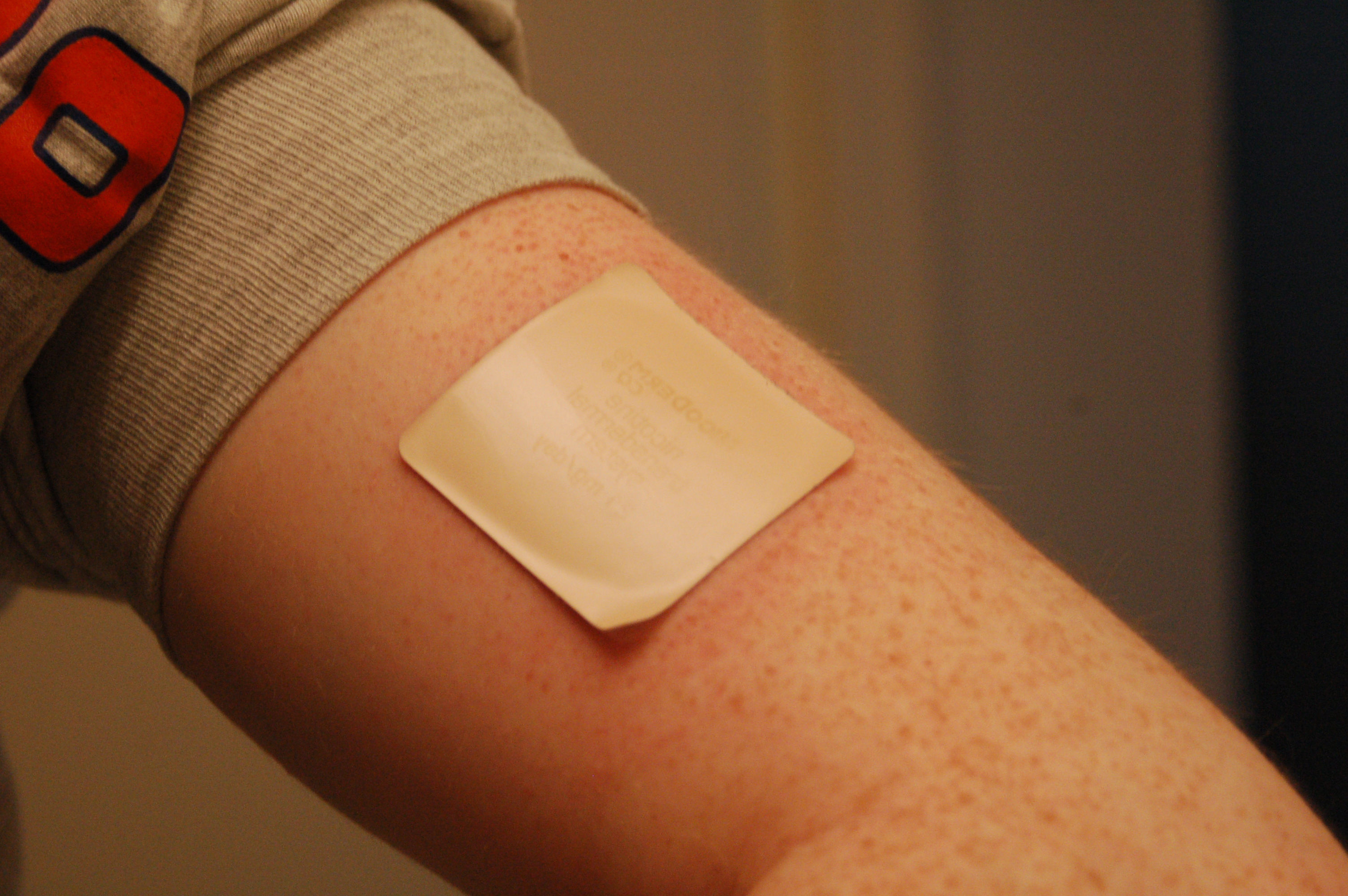
Parche transdérmico aplicado en el brazo.

Aun cuando la vía tópica está pensada para el uso local del fármaco, si que por su naturaleza, la piel permite el paso de algunas sustancias hasta llegar a los capilares dérmicos. Esta posibilidad puede favorecerse mediante la utilización de STT (Sistemas Terapéuticos Transdérmicos) ideados para conseguir el aporte percutáneo de principios activos a una velocidad programada, o durante un período establecido. A esta vía también se la conoce como vía percutánea.